# North Hills (Wirginia Zachodnia)
North Hills – miasto w Stanach Zjednoczonych, w stanie Wirginia Zachodnia, w hrabstwie Wood.